# 겐모쓰 다쿠무
겐모쓰 다쿠무(일본어: 監物 拓歩, 2000년 6월 2일 ~ )는 일본의 축구 선수이다.

## 구단 경력
2023년 J2리그의 시미즈 에스펄스에 입단하였다.

## 국가대표팀 경력
그는 2017년 FIFA U-17 월드컵에 참가할 일본 U-17 국가대표팀에 발탁되었으며, 1경기에 출전했다.